# سلیمانوو (شهرستان زیانچورینسکی، باشقیرستان)
سلیمانوو (انگلیسی: Suleymanovo, Zianchurinsky District, Republic of Bashkortostan) یک شهرک در شهرستان زیانچورینسکی استان باشقیرستان کشور روسیه است.